# خیار دریایی
خیارهای دریایی (Holothuroidea خیارسانان) یکی از رده‌های خارپوستان هستند. این جانوران به زیرشاخهٔ خارزیان (Echinozoa) تعلق دارند. این جانداران بدنی چرم‌گون دارند و بیشتر در کف دریاها زندگی می‌کنند. نامگذاری این جانوران به‌خاطر شکل خیارمانندشان است. خیار دریایی جانوری است که به آهستگی به روی گلسنگ‌ها یا صخره‌ها می‌خزد و تکه‌های غذا را از محیط اطراف جمع کرده و مصرف می‌کند.
دست‌هایش مایع چسبنده‌ای ترشح می‌کند که جمع‌آوری غذا از روی زمین را برای او آسان می‌سازد. پاهای ردیفی سرخ‌رنگ روشن و مجموعه دست‌های تغذیه‌کنندهٔ بنفش و زرد بسیاری از گونه‌های خیار دریایی برای استتار مناسب نیستند.
خیار دریایی دارای بدنی دراز و بدون بازو است و در آب‌های معتدل و گرمسیر زندگی می‌کند. آن‌ها موجوداتی تهاجمی نیستند. سم این آبزی سفید رنگ است و در صورت تزریق می‌تواند موجب بروز تحریک و کوری شود. به این جهت کسانی که دست به خیار دریایی می‌زنند باید حتماً دست‌های خود را بشویند. در اثر گزش این آبزی فرد مصدوم احساس تحریک شدید پوستی، خارش، سوزش چشم و در موارد حاد یا عدم رسیدگی پزشکی موجب کوری می‌شود. در زمان گزیدگی باید سطح گزیده شده را با آب دریا شست، از خراش دادن سطح اجتناب شود و یخ روی آن گذاشته شود، با ریختن الکل روی محل گزش درد کاهش می‌یابد. در صورت گزیده شدن چشم از چند لیتر آب تمیز جهت شست‌وشوی چشم استفاده شود. در صورت وجود درد مراجعه به پزشک نیز توصیه می‌شود.
در اروپا معمولاً دو گونه از خیار دریایی زندگی می‌کند:
- خیار دریایی معمولی
- خیار دریایی صخره‌زی (Cucumaria planci)

## نمای کلی
خیارهای دریایی بیشتر بدن نرم و استوانه‌ای دارند که در انتهاها گرد یا گاهی کمی ضخیم‌تر است و عموماً بدون زواید سخت هستند. شکل آن‌ها از تقریباً کروی در «سیب‌های دریایی» (از جنس Pseudocolochirus) تا مارمانند در Apodida یا شکل سنتی سوسیس متغیر است؛ برخی دیگر به کرم‌های ابریشم شباهت دارند. دهان آن‌ها با شاخک‌هایی احاطه شده است که می‌توانند به داخل بدن کشیده شوند. اندازه این جانوران معمولاً بین ۱۰ تا ۳۰ سانتی‌متر است، اگرچه گونه‌هایی مانند Rhabdomolgus ruber چند میلی‌متر و Synapta maculata بیش از ۳ متر طول دارند. بزرگ‌ترین گونه آمریکایی، Holothuria floridana، که در صخره‌های فلوریدا به وفور یافت می‌شود، حجمی بیش از ۵۰۰ سانتی‌متر مکعب دارد و طول آن ۲۵ تا ۳۰ سانتی‌متر است. بیشتر این موجودات پنج ردیف پاهای لوله‌ای دارند که به آن‌ها «پودیا» گفته می‌شود، اما Apodida فاقد این ویژگی است و با خزیدن حرکت می‌کند.
خیارهای دریایی در نگاه اول شبیه سایر خارپوستان به نظر نمی‌رسند، زیرا بدن لوله‌ای دارند و اسکلتی قابل مشاهده یا زواید سخت ندارند. تقارن پنج‌گانه، که در خارپوستان معمول است، در اینجا ساختاری حفظ شده ولی با یک تقارن دوجانبه ترکیب شده که ظاهری شبیه به طنابداران به آن‌ها می‌بخشد. با این حال، تقارن مرکزی در برخی گونه‌ها از طریق پنج شعاع که از دهان تا مقعد امتداد دارند (مشابه خارپشت‌های دریایی)، قابل مشاهده است. این جانوران دارای سطح دهانی یا غیردهانی مشخصی مانند ستاره‌های دریایی نیستند؛ آن‌ها بر روی یکی از طرفین خود قرار می‌گیرند که به آن «ترویوم» (با سه ردیف پودیا) گفته می‌شود، در حالی که سطح پشتی «بیویوم» نام دارد. یکی از ویژگی‌های شگفت‌انگیز این موجودات، کلاژن «قفل‌شونده» است که دیواره بدن آن‌ها را تشکیل می‌دهد و می‌تواند به صورت دلخواه شل یا سفت شود، به طوری که می‌توانند بدن خود را مایع‌گونه کرده و از شکاف‌های باریک عبور کنند و سپس برای محافظت از خود، بافت کلاژنی را دوباره سفت کنند.
راه معمول برای تمایز زیررده‌های خیار دریایی، بررسی شاخک‌های دهانی آن‌ها است. گونه‌های Apodida بدنی باریک و کشیده بدون پاهای لوله‌ای دارند و شاخک‌های دهانی ساده یا شاخه‌دار تا حداکثر ۲۵ عدد دارند. گونه‌های Aspidochirotida، که متداول‌ترین خیارهای دریایی هستند، بدنی محکم و ۱۰ تا ۳۰ شاخک دهانی برگ‌مانند یا سپرمانند دارند. گونه‌های Dendrochirotida فیلترکننده غذا هستند و بدنی پرحجم با ۸ تا ۳۰ شاخک دهانی شاخه‌دار دارند که می‌تواند بسیار بلند و پیچیده باشد.

## زیستگاه
خیارهای دریایی به تعداد زیادی در کف اعماق دریا یافت می‌شوند و اغلب بخش عمده‌ای از توده زیستی جانوران این مناطق را تشکیل می‌دهند. در عمق‌های بیشتر از ۸۹۰۰ متر، خیارهای دریایی ۹۰ درصد از کل توده جانوران ماکروفاونا را تشکیل می‌دهند. این موجودات در گله‌های بزرگ حرکت کرده و به دنبال غذا در بسترهای عمقی اقیانوس می‌گردند. بدن برخی از گونه‌های خاص خیارهای دریایی آب‌های عمیق، مانند Enypniastes eximia, Peniagone leander و Paelopatides confundens، از بافت ژلاتینی مقاومی ساخته شده که ویژگی‌های منحصر به فردی دارد. این ویژگی‌ها به آن‌ها امکان می‌دهد که شناوری خود را کنترل کنند و علاوه بر زندگی روی کف دریا، بتوانند فعالانه شنا کرده یا روی بستر حرکت کنند.
خیارهای دریایی به نظر می‌رسد که بهترین سازگاری را در میان خارپوستان برای زندگی در اعماق زیاد داشته باشند و در عمق‌های بیش از ۵۰۰۰ متر نیز تنوع زیادی دارند. گونه‌های مختلفی از خانواده Elpidiidae، مانند خیارهای دریایی معروف به «خوک‌های دریایی»، در عمق‌های بیش از ۹۵۰۰ متر دیده شده‌اند و رکورد عمق زیست متعلق به گونه‌ای از جنس Myriotrochus، به‌ویژه Myriotrochus bruuni، است که در عمق ۱۰۶۸۷ متری شناسایی شده است. در آب‌های کم‌عمق‌تر، خیارهای دریایی می‌توانند جمعیت‌های متراکمی را تشکیل دهند. به عنوان مثال، خیار دریایی توت‌فرنگی (Strawberry Sea Cucumber) در نیوزیلند در دیواره‌های صخره‌ای اطراف سواحل جنوبی جزیره جنوبی زندگی می‌کند، جایی که تراکم آن‌ها گاهی به ۱۰۰۰ جانور در هر متر مربع می‌رسد.
در مناطقی مانند فیوردلند نیوزیلند، این تراکم بالا به قدری چشمگیر است که به یکی از این مناطق نام «مزارع توت‌فرنگی» داده شده است. این نمونه‌ها نشان می‌دهند که خیارهای دریایی می‌توانند در زیستگاه‌های مختلف، از آب‌های کم‌عمق تا عمیق‌ترین نقاط اقیانوس، تطبیق پیدا کنند و تنوع زیستی گسترده‌ای از آن‌ها وجود دارد. این ویژگی‌ها آن‌ها را به موجوداتی منحصربه‌فرد برای مطالعه در زیست‌شناسی دریایی تبدیل کرده است.